# 토당로
토당로(Todang-ro)는 경기도 고양시 덕양구 행주동 능곡사거리에서 고양시 덕양구 능곡동 토당육교 교차로 (토당육교)를 잇는 도로이다.

## 주요 경유지
경기도
- 고양시 덕양구 (행주동 - 능곡동)

## 노선
| 이름                       | 접속 노선                                                                        | 소재지 | 소재지 | 소재지 | 비고 |
| -------------------------- | -------------------------------------------------------------------------------- | ------ | ------ | ------ | ---- |
| 능곡사거리                 | 행신로                                                                           | 고양시 | 덕양구 | 행주동 |      |
| (이름없음)                 | 능곡로                                                                           | 고양시 | 덕양구 | 행주동 |      |
| 능곡삼거리                 | 호수로 지도로103번길                                                             | 고양시 | 덕양구 | 능곡동 |      |
| 토당육교 교차로 (토당육교) | 국도 제39호선 국가지원지방도 제78호선 (호국로) 중앙로 고양시도 제73호선 (지도로) | 고양시 | 덕양구 | 능곡동 |      |

## 주요 시설및 건물
- 기아 능곡대리점 (경기도 고양시 덕양구 토당로 12)
- 한국타이어 능곡점 (경기도 고양시 덕양구 토당로 13)
- 현대자동차 능곡대리점 (경기도 고양시 덕양구 토당로 16)
- CU 능곡역점 (경기도 고양시 덕양구 토당로 52)
- 농협 지도농협 본점  (경기도 고양시 덕양구 토당로 75)
- 능곡동 행정복지센터 (경기도 고양시 덕양구 토당로 83)
- GS25 토당행복점 (경기도 고양시 덕양구 토당로 93)
- SK에너지 SK엔크린 원일유통 능곡주유소 (경기도 고양시 덕양구 토당로 104)
- 아성다이소 GS슈퍼능곡점, GS슈퍼마켓 능곡점 (경기도 고양시 덕양구 토당로 110)
- GS25 일산토당점 (경기도 고양시 덕양구 토당로 115)